# Flugzeugabsturz in Düsseldorf
Beim Flugzeugabsturz in Düsseldorf am 3. November 1957 sackte eine Douglas DC-4 der Luftreederei Karl Herfurtner (KHD) kurz nach dem Start vom Flughafen Düsseldorf mit zwei stehenden Motoren und zwei laufenden Motoren sowie zu früh eingezogenen Landeklappen durch, berührte das Dach eines Gebäudes und zerbarst in einer Kleingartenanlage. Dabei strömten 12.000 Liter Benzin aus den Tanks aus und entzündeten sich teilweise. Sieben der zehn Insassen und eine Person am Boden starben.

## Unfallhergang
Die Douglas DC-4 sollte mit einem Zwischenstopp in Reykjavík (Island) nach New York überführt werden, um dort eine Reisegruppe aufzunehmen. Verantwortlicher Kommandant auf dem ersten Flugabschnitt war der Chefpilot der KHD, Kapitän Karl-Heinz Stahnke. Er setzte sich für den Start in Düsseldorf auf den Platz des Kopiloten (rechts) und übernahm die Rolle des „pilot not flying“, während der Kopilot auf dem eigentlichen Sitzplatz des Kapitäns (links) mit der Steuerung der Maschine beauftragt wurde. Zur Besatzung gehörten daneben ein Flugingenieur und zwei Flugbegleiterinnen.
Je ein zweiter Kapitän und Kopilot, die auf der ersten Etappe nach Island dienstfrei hatten, reisten in der Kabine mit. Zudem befand sich ein Beamter des nordrhein-westfälischen Verkehrsministeriums an Bord, der laut Darstellung von Karl Herfurtner die Besatzung und die Douglas DC-4 als Vertreter der Luftfahrtbehörde routinemäßig überprüfen sollte. Laut Angaben des Verkehrsministeriums befand sich dieser Sachbearbeiter nicht in offizieller Funktion, sondern als Gast der Fluggesellschaft an Bord. Die einzigen zahlenden Passagiere waren ein Ehepaar aus Wuppertal.
Das Flugzeug hob um 7 Uhr von der Startbahn 15 (inzwischen außer Betrieb) in Richtung Süden ab. Nachdem die Maschine etwa 50 Meter an Höhe gewonnen hatte, verlor sie über dem Nordfriedhof bei unverändertem Anstellwinkel schlagartig rund die Hälfte ihrer Flughöhe. Die Douglas DC-4 ging anschließend in einen kontinuierlichen Sinkflug über und durchflog etwa drei Minuten nach dem Start das Dach des ehemaligen Finanzbauamtes an der Hans-Böckler-Straße in Derendorf. Nach der Kollision, bei der unter anderem auch die Tragflächentanks beschädigt wurden, stürzte das Flugzeug brennend in eine angrenzende Kleingartenanlage. Beim Aufschlag wurde die rechte Tragfläche vollständig abgerissen. Vor und hinter der Tragflächenwurzel zerbrach der Rumpf in drei Hauptteile. Der vordere und der mittlere Rumpfbereich brannten vollständig aus. Die sechs Insassen, die sich in diesen Abschnitten befunden hatten, kamen sofort beim Aufschlag und/oder durch das Feuer ums Leben. Hierzu zählte auch die Tochter des Piloten Stahnke, die als Flugbegleiterin an Bord war. Die zweite Flugbegleiterin, die 17-jährige Tochter des Unternehmensgründers Karl Herfurtner, erlag am nächsten Tag ihren Verletzungen. Der dienstfreihabende Kapitän und das Ehepaar überlebten den Unfall schwer verletzt. Sie saßen im abgerissenen hinteren Rumpfabschnitt, der vom Feuer verschont blieb. Beim Absturz kam zudem eine Frau ums Leben, die in der Kleingartensiedlung wohnte; zwei weitere Bewohner der Anlage wurden verletzt. Das vom Flugzeug getroffene Gebäude brannte vollständig aus.

## Unfallursache
Beim Aufschlag befanden sich die Propellerblätter der beiden linken Flugmotoren (Triebwerk Nr. 1 und 2) in Segelstellung. Zudem waren die Landeklappen komplett eingefahren worden. Die Untersuchung der Motoren in Hamburg erbrachte keinen Hinweis auf einen technischen Defekt vor der Kollision mit dem Gebäude. Ebenso hatte die Besatzung weder einen Notruf gesendet noch den Fluglotsen über die Motorausfälle informiert. Die Ermittler des Luftfahrt-Bundesamtes gingen davon aus, dass Kapitän Stahnke die Treibstoffversorgung der beiden linken Kolbenmotoren im Steigflug abschaltete und ihre Propeller in Segelstellung brachte, um die Reaktion des Kopiloten in einem solchen Notfall zu testen. Hierdurch brachte er das Flugzeug in eine Situation, die auch von ihm selbst nicht mehr beherrschbar war.
Mitarbeiter der Fluggesellschaft beschrieben Kapitän Stahnke als Draufgänger mit Defiziten im Verständnis von Aerodynamik. Bereits vor dem Unfall hatte er in leichtsinniger Weise ähnliche Notfallübungen durchgeführt, nicht nur auf Trainingsflügen, sondern auch auf Planeinsätzen mit Passagieren an Bord. Dies hatte zu Konflikten mit anderen KHD-Piloten geführt, die wie Stahnke ihre Einweisung auf der Douglas DC-4 in den Vereinigten Staaten erhalten hatten. Dort waren die deutschen Besatzungen von den US-amerikanischen Ausbildern explizit darauf hingewiesen worden, dass ein Motor zur Simulation eines Triebwerksausfalls nicht abgeschaltet, sondern nur gedrosselt werden darf, so dass man seine Leistung notfalls wieder erhöhen konnte. Karl Herfurtner hatte Stahnke auf Drängen anderer KHD-Piloten mehrfach ermahnt, sein risikoreiches Verhalten zu ändern und ihm zudem drei Wochen vor dem Unfall angedroht, dass er die Position des KHD-Chefpiloten ansonsten neu besetzen und ihn entlassen werde.
Zwei Tage vor dem Unfall hatte Stahnke einigen Kollegen auf einer KHD-Personalversammlung mitgeteilt, dass er einen Start mit nur zwei Triebwerken für technisch möglich halte und dies künftig ausprobieren werde, ohne dabei ein konkretes Datum zu nennen. Ebenso gab er bekannt, seinen Kopiloten auf dem Langstreckenflug am 3. November zu prüfen.
KHD-Piloten teilten den Unfallermittlern mit, dass der diensthabende Flugingenieur unter Stahnke zahlreiche Freiheiten genoss. So hatte dieser Flugingenieur auf vorausgegangenen Flügen unter anderem eigenmächtig die Klappen nach dem Start eingefahren, ohne dass der Chefpilot sein Verhalten tadelte. Die genauen Abläufe im Cockpit konnten nicht geklärt werden. Die Ermittler sahen es aber als gesichert an, dass Kapitän Stahnke zunächst die Treibstoffversorgung zum äußeren linken Motor unterbrach und dessen Propeller in Segelstellung brachte. Noch bevor er kurz darauf den zweiten Motor abschaltete, wurden die Landeklappen entweder von ihm selbst oder durch den Flugingenieur eingefahren. Das Einfahren der Klappen bewirkte einen schlagartigen Auftriebsverlust, wodurch die Maschine die Hälfte ihrer Flughöhe verlor. Mit den verbliebenen zwei Motoren war es unmöglich, erneut in den Steigflug überzugehen.

## Folgen
Noch im selben Monat beendete Karl Herfurtner sein Engagement in der Luftfahrt und verkaufte seine Fluggesellschaft an das Wuppertaler Reiseunternehmen Dr. Tigges-Fahrten. Der Flugbetrieb wurde danach unter dem geänderten Namen Trans-Avia bis Anfang 1959 fortgesetzt.